# Canon SD1100
De Canon SD1100 is een digitale 8-megapixel subcompactcamera die werd uitgebracht in maart 2009 in de PowerShot-reeks.
De digitale camera maakt gebruik van SD-kaarten, een eigen oplaadbare batterij en heeft een beeldstabilisator. De ingebouwde zoomlens heeft een 3:1 zoom ratio. De Canon SD1100 wordt geproduceerd in verschillende kleuren, waaronder blauw, roze, bruin en zilver.